# Il giardino delle vergini suicide
Il giardino delle vergini suicide (The Virgin Suicides) è un film del 1999 scritto e diretto da Sofia Coppola.
Il film, presentato nella Quinzaine des Réalisateurs al 52º Festival di Cannes, è l'adattamento cinematografico del romanzo Le vergini suicide di Jeffrey Eugenides.

## Trama
Detroit, Michigan, 1974. In un quartiere residenziale vive la famiglia Lisbon, composta da due genitori inflessibili e da cinque figlie: Therese (17 anni), Mary (16), Bonnie (15), Lux (14) e Cecilia (13). La madre le tiene sotto strettissima sorveglianza, impedendo loro di godere della propria adolescenza, mentre il padre, un professore di matematica, non interviene mai nelle decisioni familiari. È estate: in città imperversa una malattia che attacca gli olmi. Cecilia, la più giovane delle sorelle, tenta il suicidio nella vasca da bagno impiegando un santino per tagliarsi le vene. Uno psicologo invita allora i genitori a permettere alla figlia di avere una vita sociale più attiva e a frequentare anche i coetanei maschi, così la signora Lisbon organizza una festa alla quale sono invitati alcuni ragazzi del vicinato. Tuttavia, nel corso di essa, l'atmosfera imbarazzante è palese. Ritornata in camera sua, Cecilia si getta dalla finestra del primo piano, rimane trafitta dagli spuntoni della ringhiera del giardino e muore sul colpo. 
Per far sì che il decesso non sia riconosciuto come suicidio, il parroco – complice della signora Lisbon – dichiara che si tratta di un incidente. Da quella sera quattro ragazzi del quartiere, fortemente attratti dalle sorelle, si rivelano gli unici a prendere coscienza dell'isolamento e della solitudine nella quale esse vivono. I vicini attribuiscono la colpa dell'evento luttuoso alla ringhiera, che viene sradicata il giorno dopo, mentre il padre cade in uno stato di depressione. I quattro giovani tentano in ogni modo di entrare in contatto con le compagne di scuola, ma con scarso successo. All'inizio del nuovo anno scolastico le ragazze riprendono le lezioni senza apparire sconvolte dal suicidio di Cecilia. Nel frattempo negli Stati Uniti si delinea l'emergenza dei suicidi giovanili, che come un virus colpisce gli adolescenti analogamente alla patologia che contagia gli alberi in città.
Nonostante le barriere culturali e religiose imposte dai genitori, a Lux, la più intraprendente, viene concesso di frequentare Trip Fontaine, il bello della scuola, con cui comincia un corteggiamento serrato e imperterrito. Le stringenti regole imposte dai genitori non impediscono alla ragazza di farsi invitare al ballo scolastico e di ottenere il permesso a parteciparvi. Trip, inoltre, individua tre amici che, impazienti, possono accompagnare le altre Lisbon, anch'esse autorizzate a recarsi all'evento. Il ballo si rivelerà un'esperienza assolutamente nuova e magica per le ragazze. Trip e Lux vengono incoronati re e reginetta della festa e, al termine, fanno l'amore sul campo da football americano. Intanto, le altre sorelle li aspettano invano davanti alla porta di casa e poi salutano i loro cavalieri, già certe che verranno punite severamente l'indomani.
Lux si risveglia da sola nel campo sportivo, dove Trip l'ha lasciata sola e addormentata per ragioni che non saprà spiegarsi nemmeno da adulto. Le misure coercitive prese dai genitori contro le ragazze sono drastiche: vengono segregate in casa, viene loro proibito l'ascolto del rock e addirittura vengono ritirate da scuola. I ragazzi del vicinato tentano con loro un ultimo estremo contatto, prima via telescopio, grazie al quale vengono spiati anche gli incontri sessuali sul tetto di casa tra Lux e i suoi tanti amanti occasionali (avvicinati non si sa in che modo, essendo quasi sempre reclusa e controllata), poi via posta e telefono. Quando la madre le scopre, taglia loro anche questa forma di distrazione. Rimane solo la lampada, con cui le quattro inviano segnali luminosi ai ragazzi.
L'ultimo segnale li invita a presentarsi di notte a casa loro, in macchina. Vogliono fuggire tutti insieme. Tuttavia, nel salotto c'è solo Lux: li fa entrare, chiedendo di attendere le sorelle ancora per qualche minuto, mentre anche lei scompare alla loro vista. I ragazzi vagano per la casa buia e giungono infine nel seminterrato in cui incredibilmente, a distanza di mesi, ancora languono i resti della festa durante la quale Cecilia si era uccisa. Da una trave del soffitto pende il corpo senza vita di Bonnie. I ragazzi, spaventati, fuggono e inciampano nel cadavere di Mary, che giace con la testa ancora nel forno. Therese è al piano di sopra imbottita di sonniferi. Lux, l'ultima ad andarsene, si è uccisa in garage con il gas di scarico dell'auto del padre, la quale doveva essere usata per fuggire con i ragazzi. La casa dei Lisbon, in uno stato di disordine e incuria totale, viene messa in vendita con tutti i mobili, mentre i coniugi lasciano la città. 
A un anno di distanza dalla morte di Cecilia, nel corso di una crisi ambientale che funesta Detroit, un'altra giovane, dal passato e dal futuro diverso e più felice, fa il proprio ingresso in società. I quattro amici, nonostante tentino di svagarsi alla sua festa, non riescono a dimenticare le sfortunate sorelle Lisbon, delle quali erano innamorati e il cui ricordo li ossessionerà e tormenterà per decenni.

## Produzione
Dopo aver scritto la sceneggiatura, Sofia Coppola scoprì che un'altra società stava già producendo un adattamento del libro. Tuttavia non erano contenti della loro sceneggiatura, quindi lei gli mostrò la sua e decisero di utilizzarla.

## Colonna sonora
La colonna sonora originale è stata composta dal duo francese di musica elettronica AIR.

## Distribuzione
La pellicola è stata distribuita nelle sale cinematografiche statunitensi a partire dal 19 maggio del 2000, mentre in quelle italiane dal 15 settembre dello stesso anno. Il 6 maggio 2024, in occasione del venticinquennale, esce nuovamente nelle sale con una versione restaurata.

## Accoglienza

### Incassi
Con un budget stimato di 9 milioni di dollari, la pellicola ha incassato quasi 5 milioni di dollari in Nord America e 5.5 milioni nel resto del mondo, per un totale di 10.5 milioni di dollari.

### Critica
L'aggregatore di recensioni Rotten Tomatoes riporta un indice di gradimento dell'80% basato su 110 recensioni, con un voto medio di 7.10/10. Il consenso della critica recita: «The Virgin Suicides è permeato da una malinconia onirica che potrebbe risultare noiosa ad alcuni spettatori, ma il primo lungometraggio di Sofia Coppola è una meditazione matura sulla gioventù disamorata». Su Metacritic il film ha un punteggio medio ponderato di 77 su 100 basato su 31 recensioni.
Fabio Fulfaro di Sentieri Selvaggi definisce «sorprendente» e «cult» l'opera prima di Sofia Coppola, dando un voto di 4.5/5.
Su Techprincess, Marco Paiano definisce «raggelante» il quadro umano del film, definito come «prima prova di una grande autrice, capace di addentrarsi fra le pieghe dell’abbandono, della solitudine e del desiderio soffocato, regalandoci momenti di abbagliante vitalità e di avvolgente malinconia».
Roberto Manassero di MYmovies.it definisce «folgorante» l'esordio di Sofia Coppola, votandolo 4/5: «La luce di taglio, i colori smorti e l'aria asettica esprimono perfettamente un'idea di casa, di comunità e famiglia idealizzata e insieme misera».
Martina Bellantuono lo definisce su Hynerd «il tripudio e l'apoteosi di quelli che saranno i suoi [di Coppola] film successivi. Un involucro estetico patinato, arricchito dal suo contenuto».

## Riconoscimenti
- 2000 - Chicago Film Critics Association Award
  - Nomination Miglior colonna sonora originale a Jean-Benoît Dunckel e Nicolas Godin
- 2001 - Empire Awards
  - Nomination Miglior debutto a Sofia Coppola
- 2000 - Las Vegas Film Critics Society Awards
  - Nomination Miglior regia a Sofia Coppola
  - Nomination Miglior attore non protagonista a James Woods
  - Nomination Migliore adattamento a Sofia Coppola
  - Nomination Migliore fotografia a Edward Lachman
  - Nomination Miglior rivelazione femminile a Sofia Coppola
- 2001 - MTV Movie Awards
  - Miglior nuovo film-maker a Sofia Coppola
- 2001 - BRIT Award
  - Nomination Miglior colonna sonora
- 2000 - Artios Award
  - Miglior casting per un film indipendente a Linda Phillips-Palo e Robert McGee
- 2000 - Teen Choice Awards
  - Nomination Miglior attrice protagonista a Kirsten Dunst
- 2001 - Young Hollywood Awards
  - Miglior regia a Sofia Coppola
- 2001 - Premio Chlotrudis
  - Nomination Miglior sceneggiatura non originale a Sofia Coppola
- 2000 - YoungStar Awards
  - Nomination Miglior attrice esordiente in un film drammatico a Kirsten Dunst